# Bernard Eicher
Bernard Eicher (Niederemmels, 6 december 1933) is een voormalig Belgisch senator.

## Levensloop
Eicher ging aan de slag bij spoorwegmaatschappij NMBS en werkte er achtereenvolgens als verver, stoker, loketbediende in het station van Montzen en van 1965 tot 1981 als treindienstleider. Daarnaast was hij syndicaal afgevaardigde voor de socialistische vakbond FGTB.
Hij was politiek actief voor de Sozialistische Partei (de Duitstalige afdeling van de Parti Socialiste) en was voor deze partij van 1977 tot 2002 gemeenteraadslid van Lontzen, waar hij van 1983 tot 1994 schepen was. In april 1977 werd Eicher eveneens verkozen in het Raad van de Duitstalige Cultuurgemeenschap, vanaf 1984 de Raad van de Duitstalige Gemeenschap geheten, waar hij bleef zetelen tot in december 1981. Daarna zetelde hij van december 1981 tot november 1986 als lid met raadgevende stem in dit orgaan en van november 1986 tot september 1987 was hij opnieuw volwaardig lid van de Raad van de Duitstalige Gemeenschap. Daarna was hij tot oktober 1991 opnieuw lid met raadgevende stem in de assemblee. Van oktober 1977 tot december 1978 was Eicher ondervoorzitter van de  Raad van de Duitstalige Cultuurgemeenschap, een functie die hij opnieuw uitoefende van oktober 1980 tot november 1981.
In december 1981 werd hij voor de PS gecoöpteerd in de Senaat, waar hij tot in november 1991 bleef zetelen. Tijdens zijn periode in de Senaat was hij eveneens lid van de Parlementaire Vergadering van de Raad van Europa en de Assemblee van de West-Europese Unie.

## Bron
- Laureys, V., Van den Wijngaert, M., De geschiedenis van de Belgische Senaat 1831-1995, Lannoo, 1999.